# Базилика Сен-Кантен
Базилика Сен-Кантен (фр. Basilique Saint-Quentin) — готическая базилика в пикардийском городе Сен-Кантен.

## Размеры сооружения

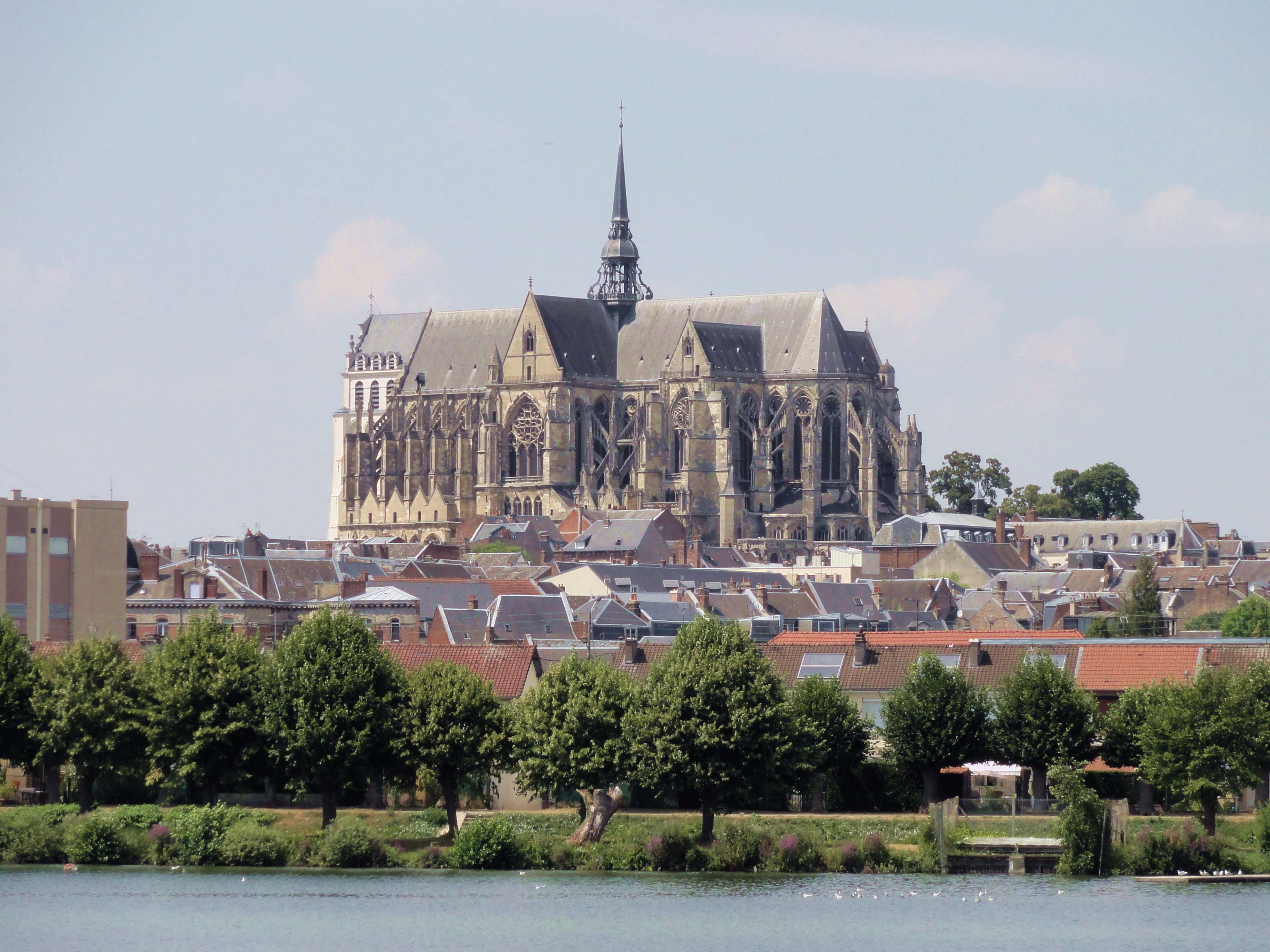
Вид на базилику с реки Сомма

- Длина базилики — 123 м;
- Ширина — 52 м;
- Высота нефа — 34 м;
- Высота шпиля — 83 м;